# Rylsk
Rylsk (russisk: Рыльск) er en by i den sydvestlige del af den europæiske del af Rusland. Den har et indbyggertal på 14.843 (2024) indbyggere
Rylsk ligger på den højre bred af floden Sejm ca. 124 kilometer sydvest for byen Kursk. Byen blev omtalt første gang i 1152. Den ligger i Rylsk rajon i Kursk oblast.